# Насадское сельское поселение
Насадское се́льское поселе́ние — упразднённое муниципальное образование в Кунгурском районе Пермского края Российской Федерации.
Административный центр — село Насадка.

## История
Статус и границы сельского поселения установлены Законом Пермской области от 27 декабря 2004 года № 1987-436 «Об утверждении границ и о наделении статусом муниципальных образований Кунгурского района Пермской области»
Законом Пермского края от 9 декабря 2020 года упразднено 22 декабря 2020 года в связи с объединением Кунгура и Кунгурского муниципального района в Кунгурский муниципальный округ, все сельские поселения упразднены.

## Население
| 2010 | 2012 | 2013 | 2014 | 2015 | 2016 | 2017 |
| ---- | ---- | ---- | ---- | ---- | ---- | ---- |
| 834  | ↘821 | ↗824 | ↘813 | ↘802 | ↘789 | ↘765 |
| 2018 | 2019 | 2020 | 2021 |      |      |      |
| ↘746 | ↘726 | ↘712 | ↘698 |      |      |      |

## Состав сельского поселения
| №  | Населённый пункт | Тип населённого пункта       | Население |
| -- | ---------------- | ---------------------------- | --------- |
| 1  | Ерыкалово        | деревня                      | 1         |
| 2  | Закоптелково     | деревня                      | 0         |
| 3  | Ильича           | посёлок                      | 143       |
| 4  | Карьи            | деревня                      | 1         |
| 5  | Кокшарово        | деревня                      | 14        |
| 6  | Лядово           | деревня                      | 20        |
| 7  | Малково          | деревня                      | 6         |
| 8  | Могилево         | деревня                      | 2         |
| 9  | Моховое          | деревня                      | 143       |
| 10 | Мульково         | деревня                      | 2         |
| 11 | Насадка          | село, административный центр | 490       |
| 12 | Ярыгино          | деревня                      | 12        |